# 神奈川県道735号大涌谷湖尻線
神奈川県道735号大涌谷湖尻線（かながわけんどう735ごう おおわくだにこじりせん）は、神奈川県足柄下郡箱根町を起点・終点とする一般県道。大涌谷と芦ノ湖を結ぶ主要道路で、しばしば観光客で混雑する。

## 概要
元々は1935年（昭和10年）、駿豆鉄道（現・伊豆箱根鉄道）が私営の有料道路として完成させた路線であり、現在の県道734号にあたる区間（小涌谷 - 大涌谷）とあわせて小涌谷 - 大涌谷 - 湖尻間を早雲山線と称していた。その後箱根山戦争による紆余曲折を経て、1961年（昭和36年）10月10日付で県道化され現在に至る。
- 総延長：2.6 km
- 起点：足柄下郡箱根町仙石原 大涌谷（神奈川県道734号大涌谷小涌谷線接続）
- 終点：神奈川県足柄下郡箱根町元箱根 字湖尻 信号無交差点（神奈川県道75号湯河原箱根仙石原線接続）
- Google マップ - 起点付近に終点→起点方向の一方通行区間があるため、該当部分は経路から外れる

## 通過する自治体
- 神奈川県
  - 足柄下郡箱根町

## 経路および交差する道路・鉄道路線
- 神奈川県足柄下郡箱根町
  - 大涌谷
  - 立体交差（箱根ロープウェイ）
  - 信号無交差点（仙石原 台ヶ岳山麓）（神奈川県道734号大涌谷小涌谷線）
  - 立体交差（箱根ロープウェイ）
  - 信号無交差点（元箱根 字湖尻）（神奈川県道75号湯河原箱根仙石原線）

## 重複区間
- 大涌谷 - 信号無交差点（仙石原 台ヶ岳山麓）（神奈川県道734号大涌谷小涌谷線）

## 沿線の主な施設・地理
- 大涌谷駅
- 姥子温泉
- 姥子駅
- 芦ノ湖